# Bartomeu Rosselló-Pòrcel
Bartomeu Rosselló-Pòrcel (Ciutat de Mallorca, 3 d'agost de 1913 - el Brull, 5 de gener de 1938) fou un poeta i traductor mallorquí.

## Biografia
De família modesta, va estudiar el batxillerat a l'Institut de Palma, on fou deixeble de Gabriel Alomar i Villalonga. Va publicar nombrosos articles de caràcter cultural a la seva joventut.
Estudià Filosofia i Lletres a Barcelona. Fou deixeble de Carles Riba i de Joan Coromines i condeixeble de Salvador Espriu, a qui va dedicar Imitació del foc i amb qui va mantenir una estreta relació. Vivia a la Residència d'Estudiants de Catalunya, on organitzà la biblioteca i dirigí les edicions de poesia. El 1930 publicava l'Antología de poetas mallorquines. Va mantenir una breu però intensa relació amb el poeta Joan Llacuna.
Es traslladà a Madrid per enllestir el Doctorat, i exercí a l'Escola Plurilingüe. A Madrid aprengué l'ofici de tipògraf i entrà en relació amb el grup de la revista Cruz y Raya, amb el qual feu plans per publicar-hi una secció sobre lletres catalanes. Tanmateix, el va sorprendre la Guerra Civil, quan feia oposicions a càtedra d'Institut, i retornà a Barcelona. S'allistà a l'exèrcit republicà, però la seva delicada salut el va mantenir allunyat dels combats.
Malalt de tuberculosi, va ingressar al sanatori del Brull, a Osona, on va morir el 1938, quan només tenia 24 anys. Aquesta mort prematura el convertí en símbol d'una generació perduda, que s'ha designat també com a generació del 36, i en els primers anys de la postguerra el seu nom va ser venerat i la seva obra gairebé mitificada.
Rosselló-Pòrcel ha estat descrit com un vitalista convençut, rebel, contundent, explosiu, es definí com a "català de Mallorca" i "comunista".

## Obra
L'obra de Rosselló-Pòrcel és breu, però densa. Nou poemes (1933) i Quadern de sonets (1934) són les primeres provatures poètiques i s'hi poden veure les influències de l'Escola Mallorquina i de Gabriel Alomar.
El tercer volum, ja pòstum, significa la culminació de la seva poètica i li valgué la justa fama i la consideració d'haver trencat amb el malefici paisatgístic i tradicionalista de l'Escola Mallorquina. De fet, Imitació del foc (1938) el converteix en el primer poeta mallorquí que pertany de ple al segle xx. Superada la influència de l'Escola Mallorquina, la poètica d'aquest darrer llibre beu tant de la influència de la generació del 27, com de les avantguardes i concretament del surrealisme; també s'hi troben ressons del seu interès per la literatura castellana del barroc al costat d'un neopopularisme semblant al de García Lorca o Rafael Alberti.
El mes de juny de 2012 es publica una antologia de les seves tres obres anteriors on s'apleguen els moviments literaris que ha reflectit en els seus poemes. Aquesta antologia, titulada Tempestat de flama, és una clara representació dels poemes de l'autor en els seus anys de vida fins a l'any 1938 en què va morir de tuberculosi.
La seva obra està en el domini públic en moltes parts del món. A l'estat espanyol va entrar en domini públic l'1 de gener de 2019.

## El simbolisme del foc i la relació amb Heràclit
És notòria la presència del símbol del foc i d'altres termes que s'hi relacionen en la poesia de Rosselló-Pòrcel, i especialment en el tercer llibre: mots com foc, flama, incendi, cendra, brasa, cremar i fogueres. L'ús d'aquest símbol no és purament ornamental, sinó que revela un sentit més profund. El foc per a Rosselló és la purificació, la lluita de contraris, llum, vida, ascensió, moviment i canvi perpetu, immaterialitat, misteri.
Aquesta visió del foc el connecta directament amb un filòsof presocràtic, Heràclit, el qual trobava en el foc una unitat superadora de tots els processos de canvi que mostra la realitat. Un principi que altres filòsofs presocràtics com Tales trobaven en l'aigua, o bé Anaxímenes en l'aire. Per a Heràclit, la realitat és un constant fluir, com el riu que passa sense aturar-se mai. Tanmateix, en aquest constant esdevenir, Heràclit cerca un component essencial, una substància última que és present en totes les coses, que ell identifica com el foc. En la seva filosofia, l'esdevenir del món és vist com a resultat d'una contínua lluita de contraris, una constant tensió entre elements oposats, que és l'essència de la unitat. El foc li serveix a Heràclit per expressar una visió del món com a lluita de contraris, una lluita que és present en l'U, la unitat.
Així mateix, la poesia de Rosselló-Pòrcel, revela no només una visió dinàmica del món, sinó que també es refereix a la lluita d'elements oposats. De manera que la coincidència amb Heràclit no és només en el símbol sinó també en el sentit.

### Simbolisme del vent i la llum
El vent és un altre símbol que apareix amb gran freqüència a Imitació del foc, i esdevé un element vivificador de la realitat i l'existència, mentre que l'absència de vent es relaciona amb la mort. El vent, amb la seva força, atia aquest foc simbòlic que constitueix el cosmos i intensifica la llum que desprèn.
La llum, d'altra banda, és fruit del foc, i creix amb el vent: és el tercer símbol fonamental d'aquesta visió del món, i és present en els moments de màxima exaltació.